# 韋爾切利省
韋爾切利省 （義大利語：Provincia del Vercelli）是意大利皮埃蒙特大区的一個省。面積2,088平方公里，2006年年中人口176,909人。首府韋爾切利。
下分86市鎮。

## 地理和交通

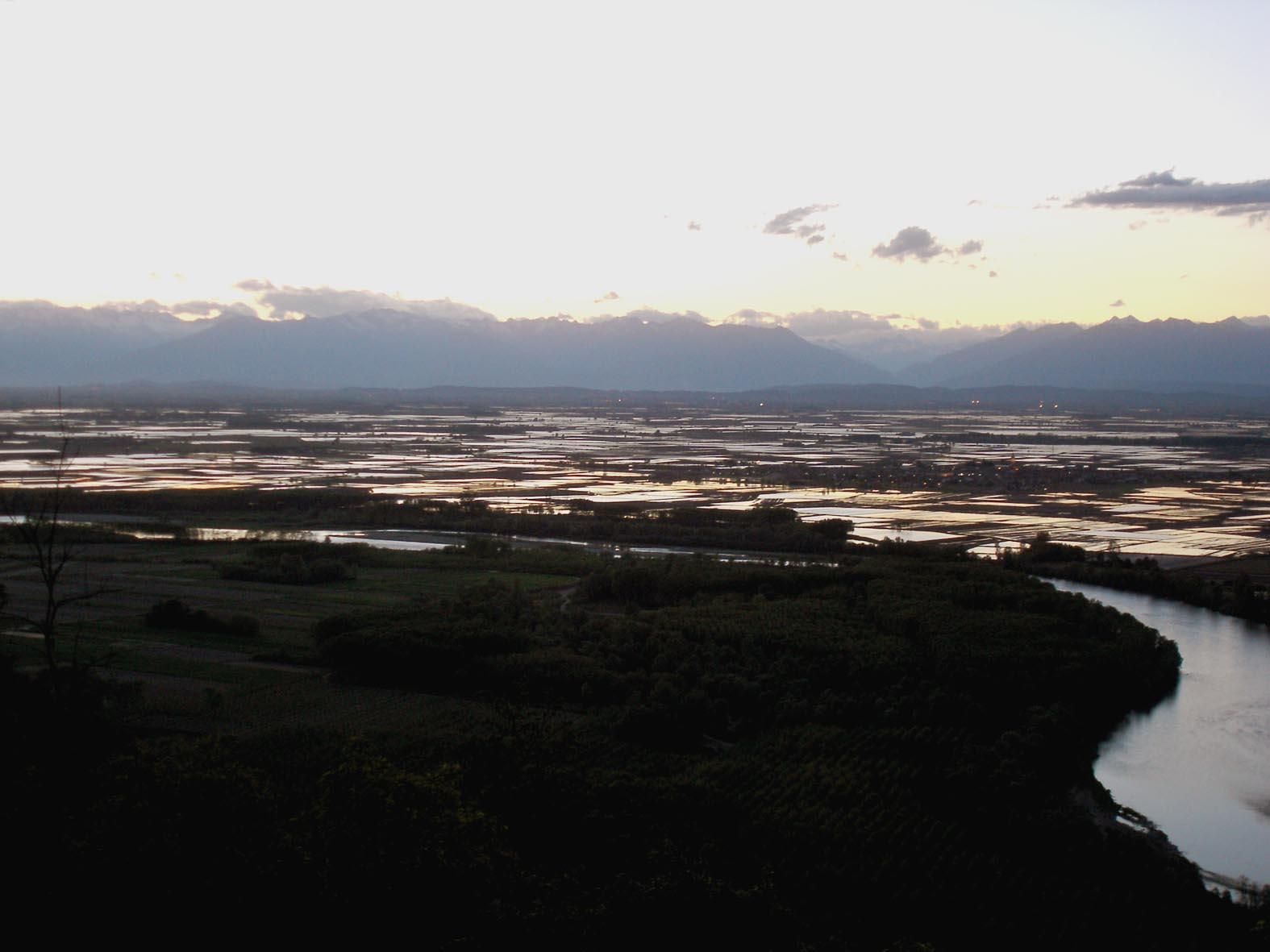
韋爾切利省的稻田

韋爾切利省由两个部分组成。在省会周围是一个主要是稻田的平原，河流和溪流为稻田灌溉。这些河流中的一条是从罗萨峰的冰川起源的塞西亚河。
韋爾切利省有三条高速公路：东西向的4号高速公路从米兰到杜林，南北向的26号高速公路以及连接4号和5号的一条高速公路。
米兰至杜林的铁路也通过韋爾切利省，此外还有一些通往周边地区的小铁路线。

## 旅游业
瓦尔塞西亚是韋爾切利省的主要旅游区，其中相当重要的有塞西亚谷的湍流。当地也有滑雪。
2003年被联合国教育科学文化组织列入世界遗产的七座皮埃蒙特和伦巴第的圣山中的一座在韋爾切利省。